# Хепенінг

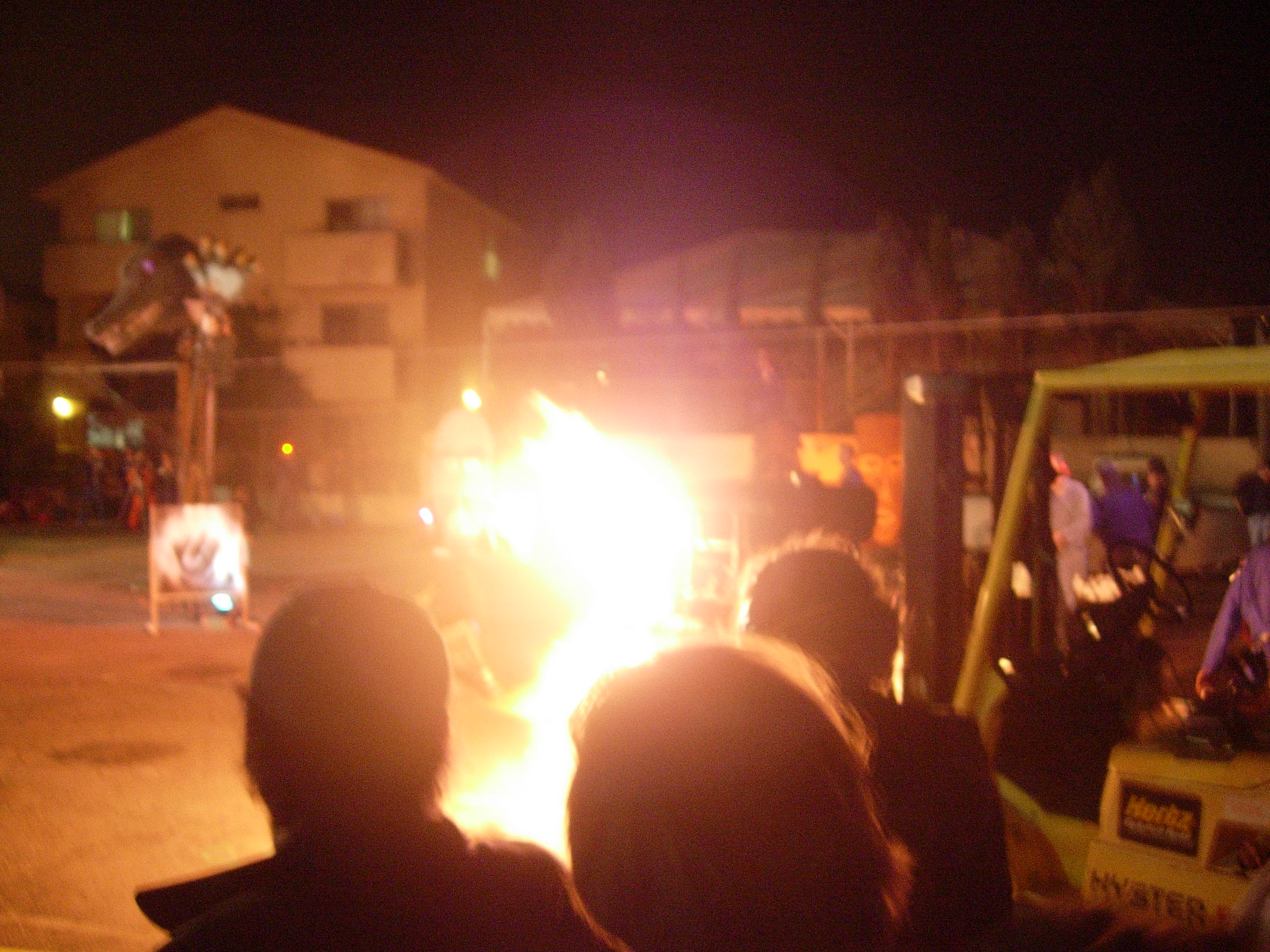
Survival Research Laboratories — перформанс в Лос-Анджелесі, 2006 рік.

Хе́пенінг, гепенінг (англ. happening — випадок, подія) — різновид мистецтва дії (перформанс, мистецтво процесу, мистецтво демонстрації), один із проявів акціонізму, спрямованого на заміну традиційного художнього твору простим жестом, розіграною виставою, спровокованою подією. Певна форма дій, акцій, учинків, під час яких митці намагаються залучити глядачів до гри, сценарій якої намічений тільки приблизно. Вид рухомого твору, в якому довкілля, речі відіграють роль не менш вагому, ніж живі учасники акції. Хепенінг є ігровою імпровізацією, яка дає вихід різноманітним підсвідомим спонуканням. Творчість у стилі хепенінг полягає в маніпулюванні об'єктами і людьми в просторі.

## Історія
Термін «хепенінг» запропонований Аланом Капроу.
Історія хепенінгу і попарту, починається у 1950-ті роки. Постав він як форма авангардистського (тотального) театру у Нью-Йорку (1957), але невдовзі змінив свою форму, здебільшого розігрувався безпосередньо на вулиці, в громадських велелюдних місцях. Відлік історії хепенінгу ведуть від акції композитора Джона Кейджа, який створив музичну п'єсу «Чотири хвилини тридцять три секунди. Тиша». Протягом всього часу  піаніст сидить за фортепіано, не граючи на інструменті. В певний момент присутні, не витримуючи очікування, починають якось реагувати на те, що відбувається (точніше — не відбувається) на сцені, і епіцентр подій перемішується в зал. 
У 1959 році Алан Капроу в галереї Рейбен у Нью-Йорку поставив виставу під назвою «Вісімнадцять хепенінгів у шести частинах». На сцені з великими конструкціями замість декорацій, з пластичними об'єктами замість традиційної скульптури і з полотнами, оббризканими фарбою виконувалися хореографічні композиції, читалися монологи. При цьому актори намагалися спровокувати глядачів на який-небудь виступ.
Особлива роль у запровадженні хепенінгу належить маляру К. Олденбургу. У хепенінзі чітко проявилася тенденція авангардизму (футуризму, дадаїзму тощо) до розмивання меж не тільки між окремими мистецтвами (літературою, малярством, музикою, театром), а й між мистецтвом та дійсністю, втілення уявлень про процесуальний характер художньої діяльності, про перевагу творчого акту над його результатом. Попри те хепенінг має своє коріння і в фольклорних дійствах (зокрема у дійствах сміхової культури), кожен учасник яких може бути водночас глядачем, актором, сценаристом, і в середньовічних мандрівних театрах, маскарадах, фестивалях.

## В Україні
В Україні хепенінг застосовується переважно представниками неоавангардизму (Бу-Ба-Бу та ін.). Елементи хепенінгу притаманні Київському театру на Подолі (під керівництвом В. Малахова).